# Скапинцев, Дмитрий Вячеславович
Дмитрий Вячеславович Скапинцев (укр. Дмитро В'ячеславович Скапінцев; род. 12 мая 1998, Черкассы) — украинский профессиональный баскетболист клуба Джи-Лиги НБА «Рип-Сити Ремикс» и национальной сборной Украины. 

## Профессиональная карьера

### Ранняя карьера (2015—2022)
Профессиональная карьера Скапинцева началась в команде его родного города «Черкасские мавпы», где он играл шесть лет. В 2019 году он присоединился к команде «Кал Стейт Нортридж Матадорс». Он провел несколько месяцев в команде, но так и не появился на игре.
В 2021 году Скапинцев перешёл в «Киев-Баскет» и оставался в команде до начала 2022 года. После того, как российское вторжение в Украину остановило сезон Украинской Суперлиги, Скапинцев доиграл остаток года в «Пено жвайгждесе»

### «Уэстчестер Никс»/«Нью-Йорк Никс» (2022—2024)
23 октября 2022 года Скапинцев подписал контракт с «Уэстчестер Никс», сыграв за команду в сезоне 2022/2023.
В июле 2023 года Скапинцев присоединился к «Нью-Йорк Никс» для участия в Летней лиге НБА 2023, а 3 августа подписал контракт с клубом. Однако 15 сентября его отчислили, а 9 ноября он был включён в стартовый состав «Уэстчестер Никс».
23 декабря 2023 года Скапинцев подписал двусторонний контракт с «Нью-Йорк Никс», дебютировав в НБА тем же вечером в проигрышном матче против «Милуоки Бакс» (111:130). Однако 1 января 2024 года его контракт был расторгнут, и два дня спустя он вернулся в «Уэстчестер».

### «Мэн Селтикс» (2024—2025)
17 сентября 2024 года Скапинцев подписал контракт с «Бостон Селтикс», но 16 октября его контракт был расторгнут. 26 октября он присоединился к фарм-клубу «Мэн Селтикс».

### «Рип-Сити Ремикс» (2025—н.в.)
17 января 2025 года Скапинцев был обменён в «Рип-Сити Ремикс».

## Карьера за сборную
Скапинцев был включен в состав сборной Украины на Евробаскет-2022. Он сыграл в двух из пяти игр группового этапа и не играл в проигрышном матче 1/8 финала против Польши (86:94).

## Статистика

### Статистика в НБА
| Сезон                                                                                    | Команда  | Регулярный сезон | Регулярный сезон | Регулярный сезон | Регулярный сезон | Регулярный сезон | Регулярный сезон | Регулярный сезон | Регулярный сезон | Регулярный сезон | Регулярный сезон | Регулярный сезон | Серия плей-офф | Серия плей-офф | Серия плей-офф | Серия плей-офф | Серия плей-офф | Серия плей-офф | Серия плей-офф | Серия плей-офф | Серия плей-офф | Серия плей-офф | Серия плей-офф |
| Сезон                                                                                    | Команда  | GP               | GS               | MPG              | FG%              | 3P%              | FT%              | RPG              | APG              | SPG              | BPG              | PPG              | GP             | GS             | MPG            | FG%            | 3P%            | FT%            | RPG            | APG            | SPG            | BPG            | PPG            |
| ---------------------------------------------------------------------------------------- | -------- | ---------------- | ---------------- | ---------------- | ---------------- | ---------------- | ---------------- | ---------------- | ---------------- | ---------------- | ---------------- | ---------------- | -------------- | -------------- | -------------- | -------------- | -------------- | -------------- | -------------- | -------------- | -------------- | -------------- | -------------- |
| 2023/24                                                                                  | Нью-Йорк | 2                | 0                | 1,1              | 0,0              | -                | -                | 0,0              | 0,0              | 0,0              | 0,0              | 0,0              | Не участвовал  | Не участвовал  | Не участвовал  | Не участвовал  | Не участвовал  | Не участвовал  | Не участвовал  | Не участвовал  | Не участвовал  | Не участвовал  | Не участвовал  |
|                                                                                          | Всего    | 2                | 0                | 1,1              | 0,0              | -                | -                | 0,0              | 0,0              | 0,0              | 0,0              | 0,0              | Не участвовал  | Не участвовал  | Не участвовал  | Не участвовал  | Не участвовал  | Не участвовал  | Не участвовал  | Не участвовал  | Не участвовал  | Не участвовал  | Не участвовал  |
| Наведите курсор мыши на аббревиатуры в заголовке таблицы, чтобы прочесть их расшифровку. |          |                  |                  |                  |                  |                  |                  |                  |                  |                  |                  |                  |                |                |                |                |                |                |                |                |                |                |                |